# Dinocampus coccinellae
Dinocampus coccinellae är en stekelart som först beskrevs av Franz Paula von Schrank 1802.  Dinocampus coccinellae ingår i släktet Dinocampus och familjen bracksteklar. Arten är reproducerande i Sverige. Inga underarter finns listade i Catalogue of Life.

## Bildgalleri

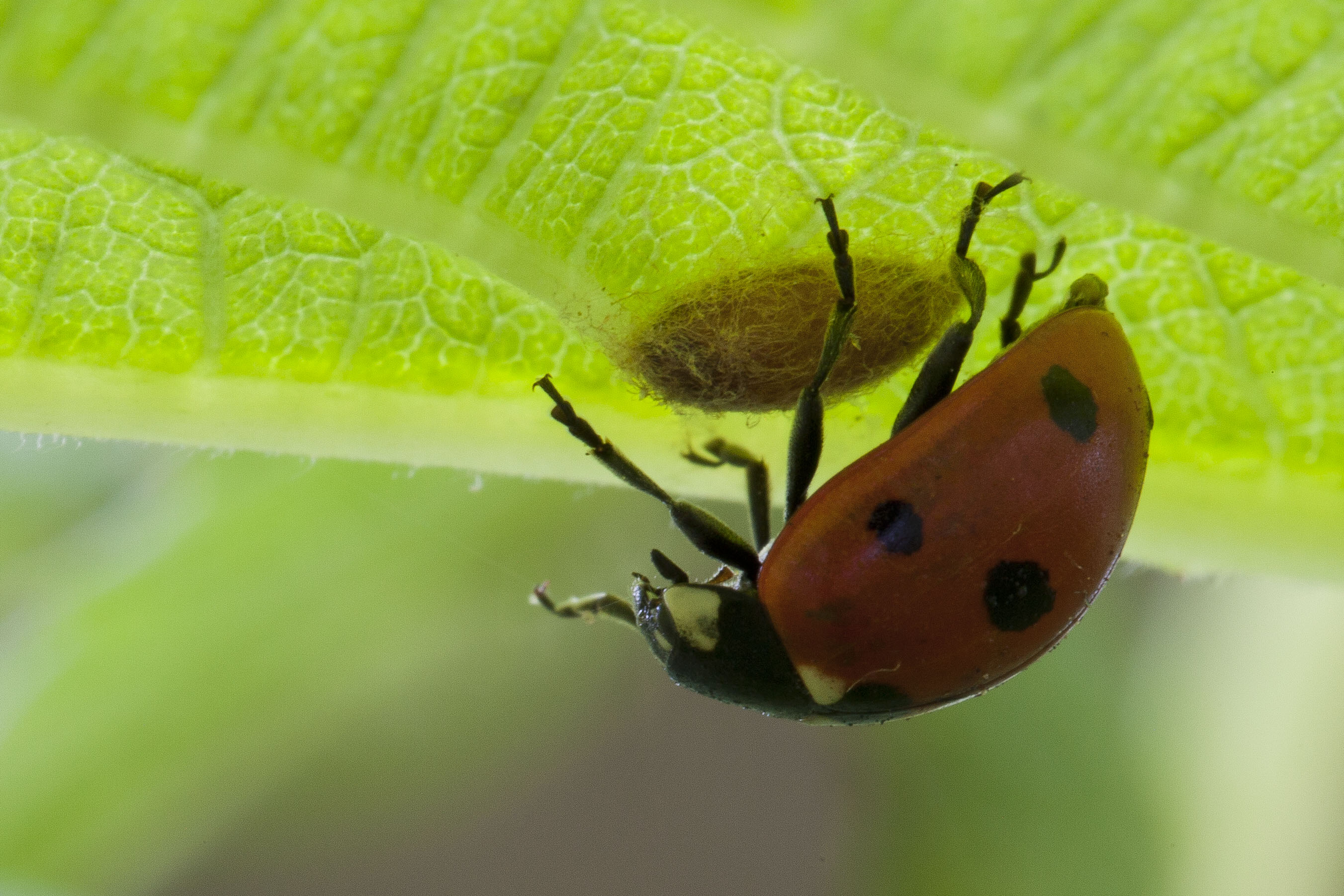
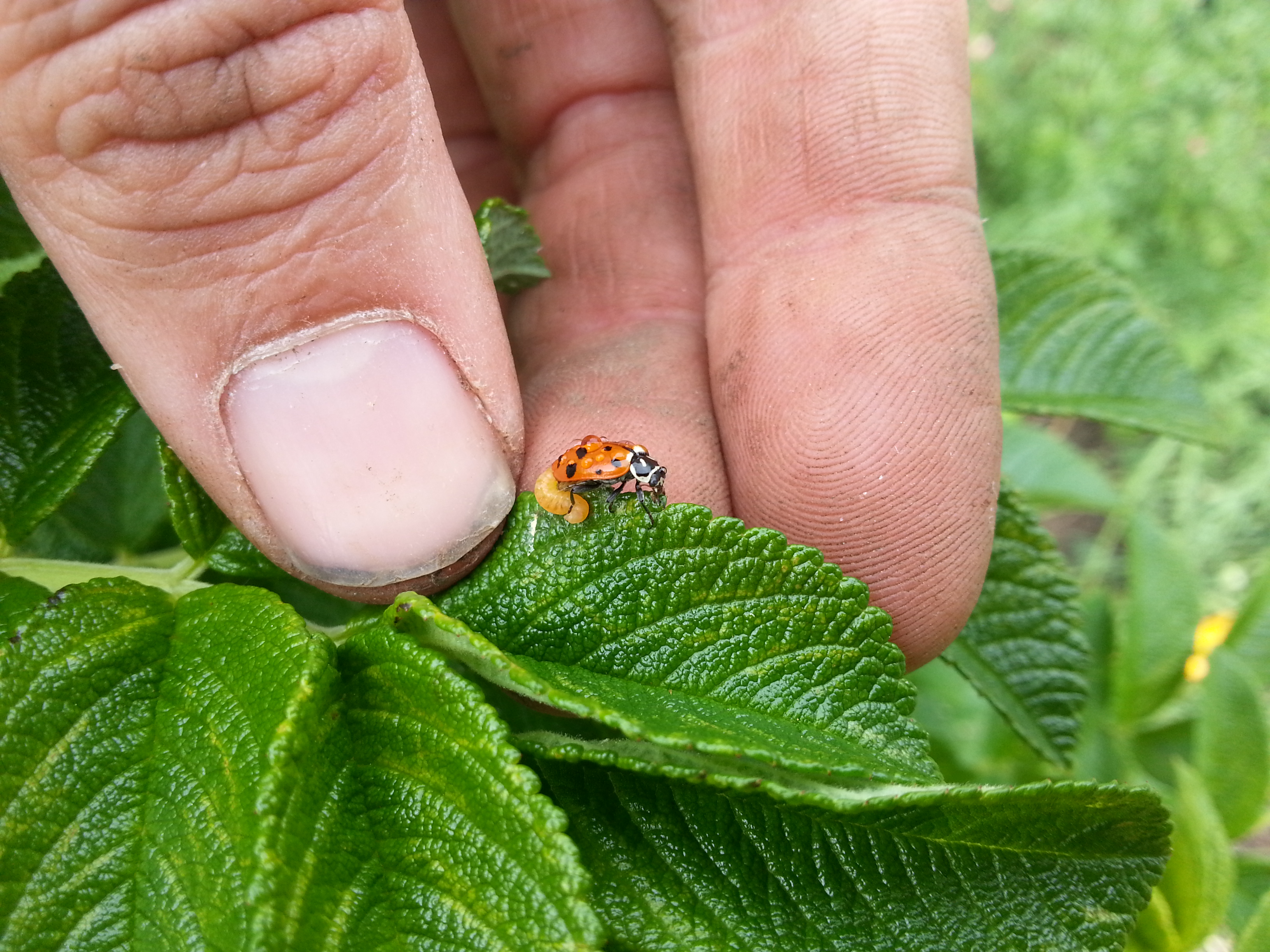